# Santalole
| keine Einstufung verfügbar |

| keine Einstufung verfügbar |

Santalole sind primäre, ungesättigte Sesquiterpenalkohole mit der Summenformel C15H24O, die in zwei isomeren Formen als α-Santalol und β-Santalol auftreten.

## Vorkommen

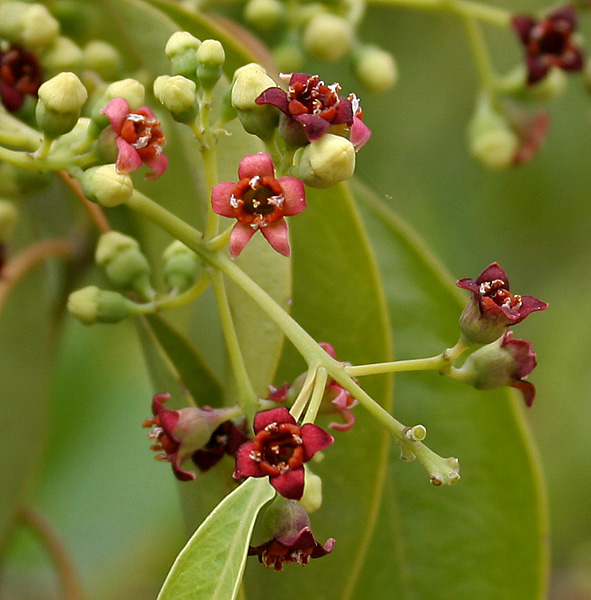
Sandelholzbaum

Die Santalole sind Naturprodukte und als solche Hauptbestandteile des ostindischen Sandelholzöls (Santalum album). α-Santalol kommt in Sellerie (Apium graveolens), β-Santalol in Ingwer (Zingiber officinale)  vor.

## Gewinnung und Darstellung
β-Santalol kann ausgehend von Camphensulton gewonnen werden.

## Eigenschaften und Bedeutung
Das Rohsantalol des Handels ist eine ölartige, viskose, meist klare Flüssigkeit mit schwach sandelholzartigem Geruch, einer Dichte von 0,978 bis 0,980 g·cm−3 bei 15 °C und einem Siedebereich von 305 bis 306 °C bei Normaldruck. Santalol wird vorwiegend als balsamischer Riechstoff mit gleichzeitig fixierender Wirkung verwandt. Es gab auch medizinische Anwendung als Antiseptikum.